# Valérie Trierweiler
Valérie Trierweiler (nacida Valérie Massonneau; Angers, Maine y Loira, 16 de febrero de 1965) es una periodista francesa. Es conocida principalmente por haber sido la compañera de François Hollande de 2010 a enero de 2014, el que fuera presidente de Francia hasta el 14 de mayo de 2017. Ocupó la posición de Primera dama de Francia desde mayo de 2012 a enero de 2014.

## Biografía
Massonneau nació en Angers y fue la quinta de seis hijos. Su padre, Jean-Noël Massonneau, perdió una pierna por una mina en la Segunda Guerra Mundial cuando tenía 13 años,  y falleció a la edad de 53 años cuando su hija tenía 21 años. Su abuelo y bisabuelo fueron propietarios del Banco Massonneau Angevine & Co. que se vendió en 1950 a Crédit de l'Ouest; ella no supo nada de esto hasta la campaña presidencial, cuando se enteró del banco familiar por una investigación periodística. Tras la muerte de su padre, su madre trabajó como empleada en la pista de hielo de Angers. Realizó estudios de historia y ciencias políticas y recibió un master en ciencia política de Sorbonne.

### Carrera
En 2005 fue moderadora de charlas políticas, principalmente entrevistas en el canal de televisión Direct 8, programa televisivo semanal que moderó hasta 2007. También moderó junto a Mikaël Guedj el programa semanal Politiquement parlant ("Políticamente hablando") desde septiembre de ese año.
En 2012, anunció que mantendría su contrato como periodista con la revista Paris Match a pesar de que su pareja fue elegido presidente de Francia.
El 12 de junio de 2012, ella causó una considerable controversia al enviar un tuit para expresar su apoyo a Olivier Falorni, quien estaba de pie a las elecciones como candidato socialista disidente en La Rochelle, contra Ségolène Royal, expareja de François Hollande. Hollande ya había hecho público su apoyo a la campaña de Royal.

### Vida personal
Su primer matrimonio con un amigo de la infancia, Franck Thurieau, acabó en un divorcio sin hijos. Su segundo matrimonio, con Denis Trierweiler, viceeditor de la revista Paris Match, así como escritor y docente, resultó en 3 hijos y un proceso de divorcio que duró tres años, de 2007 a 2010.
Conoció a François Hollande durante las elecciones parlamentarias de 1988 cuando su pareja era Ségolène Royal. Comenzaron su relación en 2007 cuando ella era aún una mujer casada y lo hicieron público en octubre de 2010 después de que el divorcio fue declarado.
En enero de 2014, una historia en la revista de celebridades Closer presentó siete páginas de fotos y supuestas revelaciones sobre un romance entre Hollande y la actriz francesa Julie Gayet. Trierweiler posteriormente fue admitida en un hospital el 10 de enero "para descansar y realizarse algunas pruebas". El 17 de enero, Hollande realizó su primera visita privada para verla en el hospital. El 25 de enero se anunció que su relación con Hollande había terminado.